# Stagnicola fuscus
Stagnicola fuscus е вид коремоного от семейство Lymnaeidae.

## Разпространение
Видът е разпространен в Австрия, Белгия, Великобритания, Германия, Гърция, Ирландия, Испания, Италия (Сицилия), Латвия, Лихтенщайн, Люксембург, Нидерландия, Норвегия, Словакия, Унгария, Финландия, Франция (Корсика), Чехия, Швейцария и Швеция.